# Инстинкт насиживания

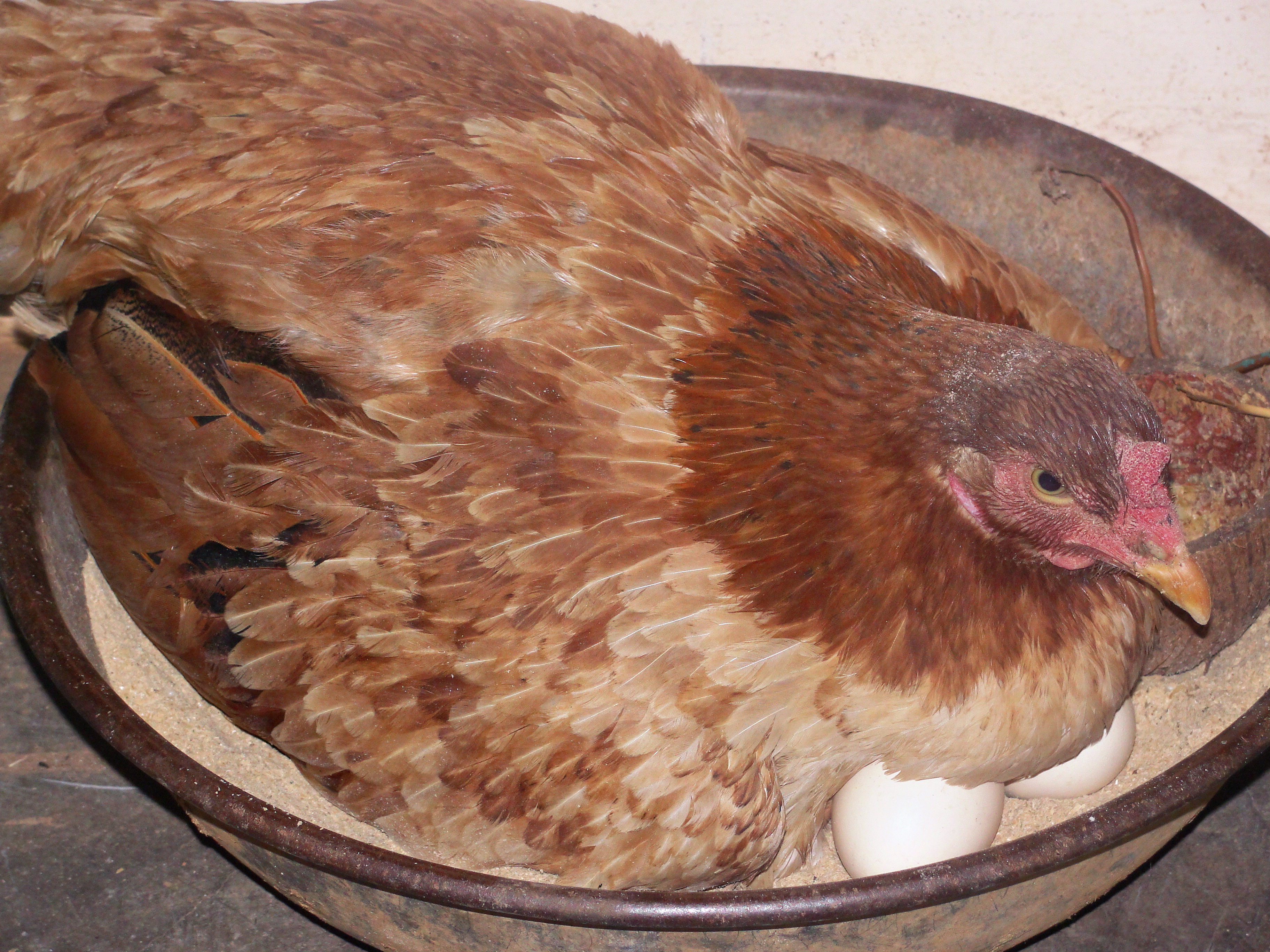
Курица-наседка в домашних условиях

Инсти́нкт наси́живания — один из основных инстинктов, проявляемых птицами (в основном самками, но также и самцами у некоторых видов), а также вымершими звероногими динозаврами, например, овираптором в период размножения. Инстинкт насиживания, как правило, периодичен и совпадает с периодом спаривания и яйцекладки. Он сродни материнскому инстинкту, проявляемому другими животными. Есть среди птиц, однако, и исключения — например, кукушка, подкидывающая яйца в гнёзда других птиц.

## Насиживание у домашних птиц
Охота к высиживанию, или насиживанию, яиц появляется у птиц весной в период самого усиленного несения яиц. Иногда такой охоты нет, и в условиях домашнего хозяйства птицу заставляют силой просидеть на яйцах несколько дней (например, прикрыв её чем-нибудь), после чего она уже не сойдёт. Продолжительность насиживания: у голубки 18—20 дней, курицы 21—24, фазана 23—27, цесарки 27—28, индейки и утки 28—30, гусыни 29—35, павлина 30—40 дней.
Инстинкт насиживания, проявляемый время от времени некоторыми породами сельскохозяйственной птицы, как правило, подавляется птицеводами как разрушающий цикл непрерывной яйценоскости, которая прекращается в случае насиживания кладки 10—20 накопившихся яиц. Существуют породы и без инстинкта насиживания: китайские гуси, пекинские утки, куры яичного направления. Часто наседку, проявляющую признаки инстинкта — взъерошивание перьев, издавание характерных звуков и т. п., — «разгуливают», то есть подсаживают к петуху и лишают возможности вернуться к гнезду.
Как показано экспериментально, на проявление насиживаемости влияют как гормональные факторы в организме птицы, так и факторы внешней среды.

## Генетика насиживания
Известен ряд генов гормональной системы и соответствующих рецепторов, которые могут играть ту или иную роль в физиологии и нейробиологии инкубационного поведения, включая: рецепторы эстрогена (ESR1, ESR2), рецептор прогестерона (PGR), связывающий белок рецептора прогестерона (ATP5I), пролактин (PRL) и его рецептор (PRLR), вазоактивный интестинальный пептид (VIP) и его рецептор (VIPR), гонадотропин-рилизинг-гормон (GNRH1) и его рецептор (LHCGR), дофаминовый рецептор D1 (DRD1), дофаминовый рецептор D4 (DRD4), гормон роста (GH) и его рецептор (GHR), ароматаза (CYP19A1).
В ранних генетических работах высказывалось предположение о наличии факторов на половой Z-хромосоме курицы, которые определяют поведение насиживания у самок. Однако проверка этой гипотезы с помощью гибридологического анализа в специальных скрещиваниях между белыми леггорнами, не проявляющими инстинкт насиживания, и бентамками, насиживающими яйца, показала, что поведение насиживания, по-видмому, не контролируется одним (или более) главным геном на Z-хромосоме. Если таковой ген и существует, то он участвует в активации процесса насиживания в дополнение к двум взаимодействующим аутосомным генам, один из которых является ингибитором другого.